# Anacardium fruticosum
Anacardium fruticosum är en sumakväxtart som beskrevs av J.D. Mitchell & S.A. Mori. Anacardium fruticosum ingår i släktet cashewsläktet, och familjen sumakväxter. Inga underarter finns listade i Catalogue of Life.